# Campionati europei under 23 di atletica leggera 2025
I XV Campionati europei under 23 di atletica leggera (in inglese: 2025 European Athletics U23 Championships) si sono disputati a Bergen, in Norvegia, dal 17 al 20 luglio 2025, per la prima volta in questo paese.

## Minimi di partecipazione
Nelle manifestazioni internazionali U23 sono previsti massimo due atleti per nazione per ogni gara.
| Gara                   | Uomini FIDAL                                              | Uomini EAA                                                | Donne FIDAL                                               | DONNE EAA                                                 |
| ---------------------- | --------------------------------------------------------- | --------------------------------------------------------- | --------------------------------------------------------- | --------------------------------------------------------- |
| 100 m                  |                                                           | 10"48                                                     |                                                           | 11"68                                                     |
| 200 m                  | 21"10                                                     | 21"15                                                     |                                                           | 24"00                                                     |
| 400 m                  |                                                           | 46"90                                                     | 54"30                                                     | 55"00                                                     |
| 800 m                  |                                                           | 1'48"00                                                   | 2'06"00                                                   | 2'06"50                                                   |
| 1500 m                 |                                                           | 3'42"50                                                   |                                                           | 4'22"00                                                   |
| 5000 m                 |                                                           | 13'58"00                                                  | 16'25"00                                                  | 16'37"50                                                  |
| 10000 m                |                                                           | 29'40"00                                                  | 34'40"00                                                  | 35'30"00                                                  |
| Marcia 10 000 m        | 43'20"00                                                  | 45'30"00                                                  | 47'45"00                                                  | 51'00"00                                                  |
| 100 m hs               | –                                                         | –                                                         | 13"60                                                     | 13"80                                                     |
| 110 m hs               | 14"25                                                     | 14"35                                                     | –                                                         | –                                                         |
| 400 m hs               | 51"70                                                     | 52"50                                                     | 59"50                                                     | 1'00"00                                                   |
| 3000 m siepi           |                                                           | 8'55"00                                                   |                                                           | 10'20"00                                                  |
| Staffetta svedese      | Possono partecipare 16 squadre per ogni gara di staffetta | Possono partecipare 16 squadre per ogni gara di staffetta | Possono partecipare 16 squadre per ogni gara di staffetta | Possono partecipare 16 squadre per ogni gara di staffetta |
| Salto in alto          | 2,15 m                                                    | 2,10 m                                                    |                                                           | 1,80 m                                                    |
| Salto con l'asta       |                                                           | 5,25 m                                                    | 4,10 m                                                    | 4,05 m                                                    |
| Salto in lungo         | 7,60 m                                                    | 7,55 m                                                    |                                                           | 6,35 m                                                    |
| Salto triplo           | 15,60                                                     | 15,50 m                                                   |                                                           | 13,10 m                                                   |
| Getto del peso         |                                                           | 17,65 m                                                   |                                                           | 14,40 m                                                   |
| Lancio del disco       |                                                           | 54,50 m                                                   |                                                           | 49,50 m                                                   |
| Lancio del martello    |                                                           | 65,00 m                                                   |                                                           | 60,50 m                                                   |
| Lancio del giavellotto |                                                           | 71,00 m                                                   |                                                           | 50,00 m                                                   |
| Eptathlon              | –                                                         | –                                                         |                                                           | 5650 p.                                                   |
| Decathlon              |                                                           | 7450 p.                                                   | –                                                         | –                                                         |

## Risultati

### Donne
| Specialità | Oro | Prestazione | Argento                                                                           | Prestazione | Bronzo | Prestazione |
| Corse piane | |             |                                                                                   |             | |             |
| 100 m | Karolína Maňasová                                                                                          | 11"30       | Nia Wedderburn-Goodison                                                           | 11"38       | Polyniki Emmanouilidou                                                                                                | 11"44       |
| 200 m | Success Eduan                                                                                              | 22"74       | Henriette Jæger                                                                   | 22"78       | Nora Lindahl | 22"92       |
| 400 m | Henriette Jæger                                                                                            | 49"74       | Yemi Mary John                                                                    | 50"50       | Alexe Déau | 50"94       |
| 800 m | Audrey Werro                                                                                               | 1'57"42     | Rocio Arroyo                                                                      | 1'59"18     | Abigail Ives | 1'59"77     |
| 1 500 m | Dilek Koçak                                                                                                | 4'08"79     | Adèle Gay                                                                         | 4'08"99     | Eimear Maher | 4'09"54     |
| 5 000 m | Maria Forero                                                                                               | 15'43"44    | Vanessa Mikitenko                                                                 | 15'51"97    | Anika Thompson | 15'56"80    |
| 10 000 m | Anika Thompson                                                                                             | 32'31"47    | Kira Weis                                                                         | 32'36"54    | Carolina Schäfer | 33'04"33    |
| Corse a ostacoli | |             |                                                                                   |             | |             |
| 100 m hs | Alicja Sielska                                                                                             | 12"91       | Anna Tóth                                                                         | 13"02       | Tereza Corejová | 13"05       |
| 400 m hs | Emily Newnham                                                                                              | 54"09       | Vanessa Baldé                                                                     | 55"36       | Vivienne Morgenstern                                                                                                  | 55"45       |
| 3000 m st | Ilona Mononen                                                                                              | 9'30"49     | Marta Serrano                                                                     | 9'30"74     | Adia Budde | 9'32"14     |
| Salti | |             |                                                                                   |             | |             |
| Salto in alto | Angelina Topić                                                                                             | 1,95 m      | Engla Nilsson                                                                     | 1,93 m      | Joana Herrmann | 1,91 m      |
| Salto con l'asta | Viktorie Ondrová                                                                                           | 4,45 m      | Rugilė Miklyčiūtė Chiara Sistermann                                               | 4,35 m      | non assegnata. |             |
| Salto in lungo | Ramona Elena Verman                                                                                        | 6,60 m      | Samira Attermeyer                                                                 | 6,58 m      | Ida Andrea Breigan | 6,58 m      |
| Salto triplo | Alexia Ioana Dospin                                                                                        | 14,05 m     | Clémence Rougier                                                                  | 13,93 m     | Aleksandrija Mitrović                                                                                                 | 13,84 m     |
| Lanci | |             |                                                                                   |             | |             |
| Getto del peso | Nina Chioma Ndubuisi                                                                                       | 17,73 m     | Jolina Lange                                                                      | 17,04 m     | Helena Kopp | 16,90 m     |
| Lancio del disco | Inés López                                                                                                 | 58,20 m     | Benedetta Benedetti                                                               | 56,98 m     | Milina Wepiwé | 56,82 m     |
| Lancio del martello | Aileen Kuhn                                                                                                | 72,53 m     | Nicola Tuthill                                                                    | 70,90 m     | Valentina Savva | 70,22 m     |
| Lancio del giavellotto | Adriana Vilagoš                                                                                            | 62,41 m     | Petra Sicaková                                                                    | 58,14 m     | Mira Lukas | 57,22 m     |
| Staffette | |             |                                                                                   |             | |             |
| Staffetta 4×100 m | Gran Bretagna Nia Wedderburn-Goodison Kissiwaa Mensah Alyson Bell Success Eduan Faith Akinbileje* Joy Eze* | 42"92       | Svizzera Chloé Rabac Emma van Camp Fabienne Hoenke Soraya Becerra Iris Caligiuri* | 43"39       | Germania Viola John Holly Okuku Jolina Ernst Chelsea Kadiri                                                           | 43"75       |
| Staffetta 4×400 m | Gran Bretagna Rebecca Grieve Emily Newnham Poppy Malik Yemi Mary John Holly Mpassy* Abigail Ives*          | 3'26"52     | Spagna Natalia Rojas Ana Prieto Berta Segura Rocio Arroyo Elisa Lorenzo*          | 3'28"06     | Francia Laure-Anne Falémé Lou-Anne Pouzancre-Hoyer Benedetta Kouakou Alexe Déau Léa Thery Demarque* Mathilde Descoux* | 3'28"37     |
| Marcia | |             |                                                                                   |             | |             |
| 10 000 m | Alexandrina Mihai                                                                                          | 43'49"55    | Ana Delahaie                                                                      | 44'07"59    | Giulia Gabriele | 44'19"31    |
| Prove multiple | |             |                                                                                   |             | |             |
| Eptathlon | Saga Vanninen                                                                                              | 6563 p.     | Abigail Pawlett                                                                   | 6320 p.     | Serina Riedel | 6183 p.     |
| record mondiale; record mondiale stagionale; miglior prestazione mondiale under 23; miglior prestazione mondiale stagionale under 23; record europeo; miglior prestazione europea stagionale; miglior prestazione europea under 23; miglior prestazione europea stagionale under 23; record dei campionati; record nazionale; record nazionale under 23; record personale; record personale stagionale. | |             |                                                                                   |             | |             |

### Uomini
| Specialità | Oro                                                                                   | Prestazione | Argento                                                                        | Prestazione | Bronzo                                                                              | Prestazione |
| Corse piane |                                                                                       |             |                                                                                |             |                                                                                     |             |
| 100 m | Jeff Erius                                                                            | 10"28       | Nsikak Ekpo                                                                    | 10"30       | Abel Jordán                                                                         | 10"31       |
| 200 m | Blessing Afrifah                                                                      | 20"64       | Damiano Dentato                                                                | 20"69       | Jaime Sancho                                                                        | 20"76       |
| 400 m | Jonas Phijffers                                                                       | 44"82       | Maksymilian Szwed                                                              | 45"28       | Brodie Young                                                                        | 45"34       |
| 800 m | Niels Laros                                                                           | 1'44"36     | Justin Davies                                                                  | 1'44"97     | Giovanni Lazzaro                                                                    | 1'44"98     |
| 1 500 m | Stefan Nillessen                                                                      | 3'44"87     | Paul Anselmini                                                                 | 3'45"35     | Filip Rak                                                                           | 3'45"42     |
| 5 000 m | Niels Laros                                                                           | 13'44"74    | Nicholas Griggs                                                                | 13'45"80    | Will Barnicoat                                                                      | 13'46"11    |
| 10 000 m | Joel Ibler Lillesø                                                                    | 29'05"45    | Jonathan Grahn                                                                 | 29'05"49    | Jaime Migallón                                                                      | 29'06"85    |
| Corse a ostacoli |                                                                                       |             |                                                                                |             |                                                                                     |             |
| 110 m hs | Enzo Diessl                                                                           | 13"46       | Zeno van Neygen                                                                | 13"54       | Elie Bacari                                                                         | 13"56       |
| 400 m hs | Owe Fischer-Breiholz                                                                  | 48"01       | İsmail Nezir                                                                   | 48"33       | Matic Ian Guček                                                                     | 48"34 =     |
| 3000 m st | Maciej Megier                                                                         | 8'20"17     | Stefan Nillessen                                                               | 8'20"48     | Lourenço Rodrigues                                                                  | 8'21"99     |
| Salti |                                                                                       |             |                                                                                |             |                                                                                     |             |
| Salto in alto | Matteo Sioli                                                                          | 2,30 m      | Mikolaj Szczesny                                                               | 2,26 m      | Melwin Lycke Holm                                                                   | 2,24 m      |
| Salto con l'asta | Simone Bertelli                                                                       | 5,70 m      | Tristan Despres                                                                | 5,60 m      | Valters Kreišs                                                                      | 5,60 m      |
| Salto in lungo | Erwan Konaté                                                                          | 8,25 m      | Božidar Sarăbojukov                                                            | 8,21 m      | Kasperi Vehmaa                                                                      | 7,97 =      |
| Salto triplo | Pablo Delgado                                                                         | 16,55 m     | Lâchezar Vâlchev                                                               | 16,48 m     | Federico Lorenzo Bruno                                                              | 16,47 m     |
| Lanci |                                                                                       |             |                                                                                |             |                                                                                     |             |
| Getto del peso | Tizian Lauria                                                                         | 20,02 m     | Leo Zikovic                                                                    | 19,47 m     | Yannick Rolvink                                                                     | 19,01 m     |
| Lancio del disco | Steven Richter                                                                        | 64,67 m     | Miká Sosna                                                                     | 63,42 m     | Marius Karges                                                                       | 62,20 m     |
| Lancio del martello | Iosif Kesidis                                                                         | 74,87 m     | Georgios Papanastasiou                                                         | 72,98 m     | Ioannis Korakidis                                                                   | 72,51 m     |
| Lancio del giavellotto | Artur Felfner                                                                         | 81,14 m     | Nick Thumm                                                                     | 80,74 m     | Eemil Porvari                                                                       | 79,88 m     |
| Staffette |                                                                                       |             |                                                                                |             |                                                                                     |             |
| Staffetta 4×100 m | Francia Maxime Rebierre Yoran Kabengele Kabala Mohammed Badru Jeff Erius Dejan Ottou* | 38"43       | Germania Benedikt Thomas Wallstein Jan Eric Frehe Maurice Grahl Heiko Gussmann | 38"80       | Spagna Manuel Vilacha Abel Jordan Juan Carlos Castillo Marc Escandell Jaime Sancho* | 38"86       |
| Staffetta 4×400 m | Spagna David Garcia Ángel González Markel Fernández Gerson Pozo Sergio Plata*         | 3'02"02     | Francia Félix Levasseur Maxime Wassmer Benoît Moudio Priso Allan Lacroix       | 3'02"60     | Germania Thorben Finke Max Husemann Lukas Krappe Florian Kroll                      | 3'02"83     |
| Marcia |                                                                                       |             |                                                                                |             |                                                                                     |             |
| 10 000 m | Mazlum Demir                                                                          | 39'45"84    | Emiliano Brigante                                                              | 39'49"64    | Frederick Weigel                                                                    | 40'00"90    |
| Prove multiple |                                                                                       |             |                                                                                |             |                                                                                     |             |
| Decathlon | Andrin Huber                                                                          | 8188 p.     | Jeff Tesselaar                                                                 | 8108 p.     | Antoine Ferranti                                                                    | 8032 p.     |
| record mondiale; record mondiale stagionale; miglior prestazione mondiale under 23; miglior prestazione mondiale stagionale under 23; record europeo; miglior prestazione europea stagionale; miglior prestazione europea under 23; miglior prestazione europea stagionale under 23; record dei campionati; record nazionale; record nazionale under 23; record personale; record personale stagionale. |                                                                                       |             |                                                                                |             |                                                                                     |             |

## Medagliere
Legenda
     Paese ospitante
| Posizione | Paese         | Oro | Argento | Bronzo | Totale |
| --------- | ------------- | --- | ------- | ------ | ------ |
| 1         | Germania      | 5   | 9       | 12     | 26     |
| 2         | Gran Bretagna | 4   | 4       | 3      | 11     |
| 3         | Spagna        | 4   | 3       | 4      | 11     |
| 4         | Paesi Bassi   | 4   | 3       | 1      | 8      |
| 5         | Francia       | 3   | 6       | 3      | 12     |
| 6         | Italia        | 3   | 3       | 3      | 9      |
| 7         | Polonia       | 2   | 2       | 1      | 5      |
| 8         | Rep. Ceca     | 2   | 1       | 0      | 3      |
| 8         | Svizzera      | 2   | 1       | 0      | 3      |
| 8         | Turchia       | 2   | 1       | 0      | 3      |
| 11        | Finlandia     | 2   | 0       | 2      | 4      |
| 12        | Serbia        | 2   | 0       | 1      | 3      |
| 13        | Romania       | 2   | 0       | 0      | 2      |
| 14        | Irlanda       | 1   | 2       | 2      | 5      |
| 15        | Norvegia      | 1   | 1       | 1      | 3      |
| 16        | Cipro         | 1   | 0       | 1      | 2      |
| 17        | Austria       | 1   | 0       | 0      | 1      |
| 17        | Danimarca     | 1   | 0       | 0      | 1      |
| 17        | Israele       | 1   | 0       | 0      | 1      |
| 17        | Ucraina       | 1   | 0       | 0      | 1      |
| 21        | Svezia        | 0   | 3       | 2      | 5      |
| 22        | Bulgaria      | 0   | 2       | 0      | 2      |
| 23        | Grecia        | 0   | 1       | 2      | 3      |
| 24        | Belgio        | 0   | 1       | 1      | 2      |
| 25        | Ungheria      | 0   | 1       | 0      | 1      |
| 25        | Lituania      | 0   | 1       | 0      | 1      |
| 23        | Lettonia      | 0   | 0       | 1      | 1      |
| 23        | Portogallo    | 0   | 0       | 1      | 1      |
| 23        | Slovenia      | 0   | 0       | 1      | 1      |
| 23        | Slovacchia    | 0   | 0       | 1      | 1      |
| Totale    | Totale        | 44  | 45      | 43     | 132    |